# Авантюристи (фільм, 1984)
«Авантюристи» (фр. «Les morfalous») — французький комедійно-пригодницький кінофільм, знятий Анрі Вернеєм й випущений 18 березня 1984 року, з Жаном-Полем Бельмондо в головній ролі.

## Сюжет
Під час Другої світової війни у квітні 1943-року французькі війська вибили німців з маленького туніського містечка Ель-Ксур. У сейфі міського банку знаходилася велика кількість золотих злитків вартістю 6 мільярдів доларів. Оскільки у містечку не залишилося жодної живої душі, для перевезення цього золота у безпечне місце — до Сфаксу, послали спеціальний автомобіль у супроводі двох вантажівок з бійцями іноземного легіону для супроводу та охорони.
Коли конвой прибув на місце, то був несподівано майже повністю знищений німецьким підрозділом — 4-тою ротою під командуванням капітана Ульріха Дітерле (П'єр Землер), яка невідомо як опинилася у місцевій фортеці. Живими залишилися тільки унтер офіцер Едуар Мюзар (Мішель Константен), сержант П'єр Оганьєр (Жан-Поль Бельмондо), легіонер Буасьє (Мішель Кретон). До них приєднався вцілілий артилерист — капрал Бераль (Жак Вільре). Вночі сержантові Оганьєру та  артилеристові Бералю за допомогою вцілілої гаубиці вдалося знищити німецький підрозділ.
В умовах, що склалися, Оганьєр та Буасьє запропонували поділити усе золото на чотирьох. З цим категорично не погоджується унтер офіцер Маюзар, який бере командування на себе і погрожує трибуналом. Що ж буде далі та де опиниться золото?

## У ролях
- Жан-Поль Бельмондо — П'єр Оганер, сержант
- Жак Вільре — Бераль, капрал
- Мішель Константен — Едуар Мюзар, унтер-офіцер (аджюдан)
- Мішель Кретон — Буассьє
- Марі Лафоре — Елен Ларош-Фреон
- Маттіас Хабіх — Карл Бреннер, обер-лейтенант
- Франсуа Перро — Франсуа Ларош-Фреон, директор банку
- Моріс Озель — Боржи
- Жерар Бюр — епізод
- Робер Ломбар — епізод
- П'єр Земмлер — Ульріх Дітерле, капітан
- Каролін Сіоль — мадам Шантрелль
- Мішель Бон — французький генерал
- Мішель Беррер — легіонер
- Ганс Вернер — німецький полковник
- Анрі Верней — епізод

## Знімальна група
- Режисер — Анрі Верней
- Сценаристи — Мішель Одіар, Анрі Верней
- Оператор — Едмон Сешан
- Композитор — Жорж Дельрю
- Художник — Жак Солньє
- Продюсери — Ален Бельмондо, Тарак Бен Аммар